# Franjo Iveković
Franjo Iveković (Klanjec, 10. rujna 1834. – Zagreb, 2. ožujka 1914.), hrvatski jezikoslovac i vjerski pisac.
Pohađao je Klasičnu gimnaziju u Zagrebu koju je završio 1855. godine. Studirao je bogosloviju u Zagrebu i Pešti, a doktorirao je teologiju u Beču. Službovao je kao kapelan u Kloštru i Zagrebu, a kasnije je profesor nadbiskupskog liceja u Zagrebu. Jedan je od osnivača Društva sv. Jeronima. Po osnutku Sveučilišta u Zagrebu postaje profesor biblijskih znanosti i hebrejskog te docent sirskog i kaldejskog jezika na Bogoslovnom fakultetu. U dva navrata bio je dekan Bogoslovnog fakulteta, a 1879. – 80. i rektor Sveučilišta. Surađivao je u Književniku. Popularni su bili njegovi "Životi svetaca i svetica božjih" u 12 svezaka. Dovršio je "Rječnik hrvatskoga jezika" u dva opsežna sveska na jezičnim načelima vukovaca, koji je započeo njegov nećak jezikoslovac Ivan Broz. Rječnik je, uz dodatke iz Stullijeva rječnika, rječnika Akademije, te još nekih vrela, zapravo prošireni Karadžićev rječnik iz 1852. Obaseže preko 56.000 natuknica, no u njem nema posve običnih riječi. O tom se rječniku, uz neke pridržaje, pohvalno izrazio Antun Radić, dok ga je u nekoliko navrata oštro kritizirao Vatroslav Jagić, navodeći kako je u njemu nije našao običnih i prihvaćenih književnih riječi iz djela hrvatskih književnika (npr. iz "Smail Age" Ivana Mažuranića agovanje, odmazditi, ratoboran, ini, pokročiti, kišovit, uskratiti, biserak, lakokril, natkriliti, polaznik, pjesanca, ...a iz "Prosjaka Luke" Augusta Šenoe drvenjara, krović, pravdaš, poštenjak, zgrbljen, kaputić, zapiskutati, smetište, zaklimati, trznuti, papirnat, krstitke, istrusiti, nehajno, dječarac, oduran, novorođenče, prijaznost, priuštiti, smilovanje, psetance, mljekarica, proštenje, sitniš, grmlje, djetić, samilost, letimice, nizbrdice, ovisok, kržljavac, licitar, nahuškati, ..., te iz spisa Mihovila Pavlinovića mrzovoljan, gudnja,  okosnica, slavlje, kolje, povlastica, sjaj, omaknuti, svetogrdan, praznoruk, jal, pomirljiv, silnik, okrepa,  zlokobnik, zaklonište, pohlepa, radišan, praznovjerje,...), čime je ukazao na uskost poimanja jezika niza hrvatskih vukovaca, od kojih je nemali dio izbjegavao ili potiskivao književne riječi afirmirane napose u hrvatskoj književnosti i publicistici 19. st. u djelima Dimitrija Demetra, Ivana Mažuranića, Augusta Šenoe, Ante Kovačića, Mihovila Pavlinovića, Eugena Kvaternika, Josipa Kozarca, Tadije Smičiklasa, Augusta Harambašića, Franje Račkog i dr.  

## Djela
- Životi svetaca i svetica božjih (1873. – 1888., 21892. – 1908.)
- Biblijska povijest starozavjetne objave Božje za srednja učilišta (1879., 21895., 31900., 41907., 51913., 61918., 71921.)
- Biblijska povijest novozavjetne objave Božje za srednja učilišta (1879., 21898., 31911.)
- Rječnik hrvatskoga jezika. Svezak I. A - O. (1901.)
- Rječnik hrvatskoga jezika. Svezak II. P - Ž. (1901.)

## Vanjske poveznice
- Franjo Iveković, Ivan Broz: Rječnik hrvatskoga jezika, A-O
- Franjo Iveković, Ivan Broz: Rječnik hrvatskoga jezika, P-Ž